# Олімпійська збірна Греції з футболу

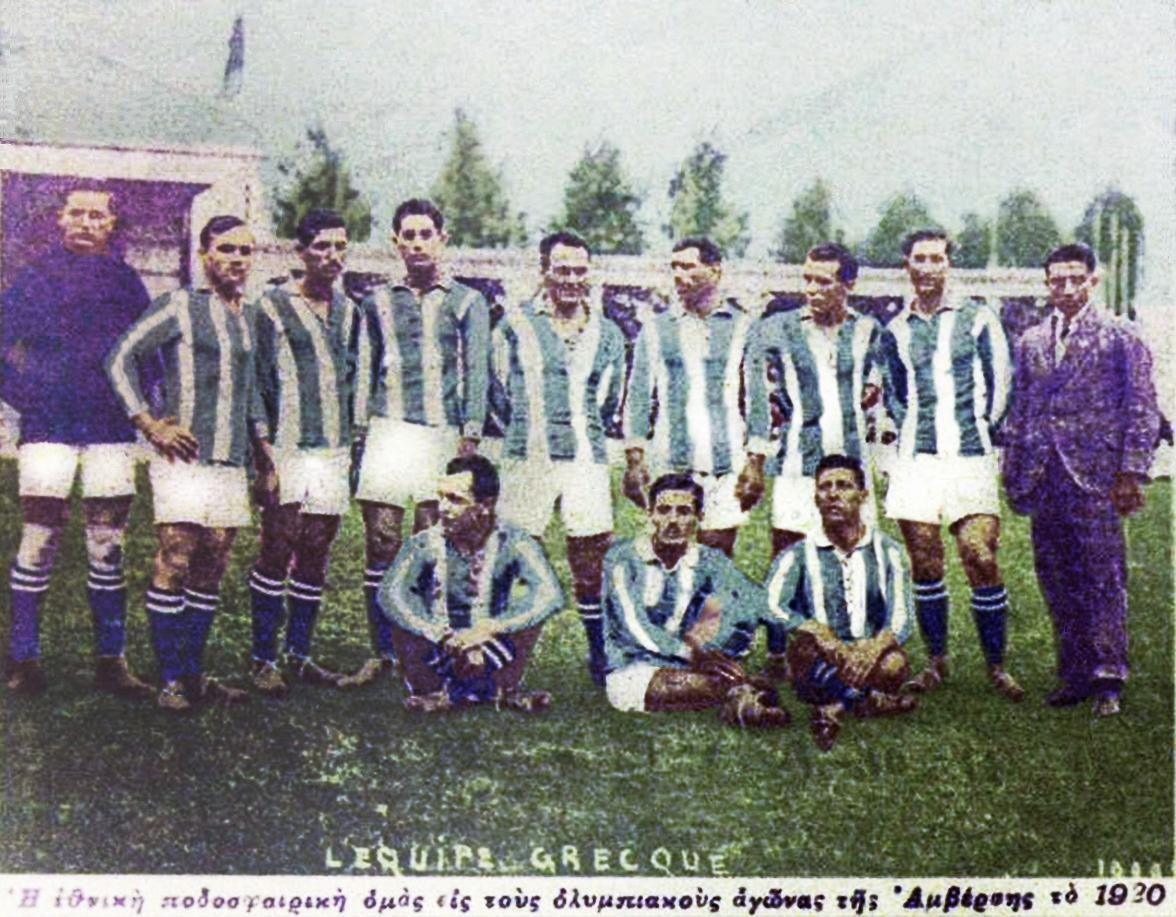
Олімпійська збірна Греції перед дебютним матчем у 1920 році.

Олімпійська збірна Греції з футболу (грец. Ολυμπιακή Εθνική ομάδα Ελλάδας) — національна футбольна збірна Греції гравців віком до 23 років, яка підпорядкована Федерації футболу Греції і представляє країну на Олімпійських іграх.

## Результати
| Олімпіада | Олімпіада                                                                    | Олімпіада        | Олімпіада    | Олімпіада    | Олімпіада    | Олімпіада    | Олімпіада    | Олімпіада    | Олімпіада    |              |
| Рік       | Місце                                                                        | Раунд            | Місце        | І            | В            | Н            | П            | ГЗ           | ГП           |              |
| --------- | ---------------------------------------------------------------------------- | ---------------- | ------------ | ------------ | ------------ | ------------ | ------------ | ------------ | ------------ | ------------ |
| 1900      | Париж                                                                        | не потрапила     | не потрапила | не потрапила | не потрапила | не потрапила | не потрапила | не потрапила | не потрапила | не потрапила |
| 1904      | Сент-Луїс                                                                    | не потрапила     | не потрапила | не потрапила | не потрапила | не потрапила | не потрапила | не потрапила | не потрапила | не потрапила |
| 1908      | Лондон                                                                       | не потрапила     | не потрапила | не потрапила | не потрапила | не потрапила | не потрапила | не потрапила | не потрапила | не потрапила |
| 1912      | Стокгольм                                                                    | не потрапила     | не потрапила | не потрапила | не потрапила | не потрапила | не потрапила | не потрапила | не потрапила | не потрапила |
| 1920      | Антверпен                                                                    | Попередній раунд | -            | 1            | 0            | 0            | 1            | 0            | 9            |              |
| 1924      | Париж                                                                        | не потрапила     | не потрапила | не потрапила | не потрапила | не потрапила | не потрапила | не потрапила | не потрапила | не потрапила |
| 1928      | Амстердам                                                                    | не потрапила     | не потрапила | не потрапила | не потрапила | не потрапила | не потрапила | не потрапила | не потрапила | не потрапила |
| 1936      | [[Файл:Помилка виразу: незрозуміле слово «nazi»\|20x13px\|Німеччина]] Берлін | не потрапила     | не потрапила | не потрапила | не потрапила | не потрапила | не потрапила | не потрапила | не потрапила | не потрапила |
| 1948      | Лондон                                                                       | не потрапила     | не потрапила | не потрапила | не потрапила | не потрапила | не потрапила | не потрапила | не потрапила | не потрапила |
| 1952      | Гельсінкі                                                                    | Попередній раунд | -            | 1            | 0            | 0            | 1            | 1            | 2            |              |
| 1956      | Мельбурн                                                                     | не потрапила     | не потрапила | не потрапила | не потрапила | не потрапила | не потрапила | не потрапила | не потрапила | не потрапила |
| 1960      | Рим                                                                          | не потрапила     | не потрапила | не потрапила | не потрапила | не потрапила | не потрапила | не потрапила | не потрапила | не потрапила |
| 1964      | Токіо                                                                        | не потрапила     | не потрапила | не потрапила | не потрапила | не потрапила | не потрапила | не потрапила | не потрапила | не потрапила |
| 1968      | Мехіко                                                                       | не потрапила     | не потрапила | не потрапила | не потрапила | не потрапила | не потрапила | не потрапила | не потрапила | не потрапила |
| 1972      | Мюнхен                                                                       | не потрапила     | не потрапила | не потрапила | не потрапила | не потрапила | не потрапила | не потрапила | не потрапила | не потрапила |
| 1976      | Монреаль                                                                     | не потрапила     | не потрапила | не потрапила | не потрапила | не потрапила | не потрапила | не потрапила | не потрапила | не потрапила |
| 1980      | Москва                                                                       | не потрапила     | не потрапила | не потрапила | не потрапила | не потрапила | не потрапила | не потрапила | не потрапила | не потрапила |
| 1984      | Лос-Анджелес                                                                 | не потрапила     | не потрапила | не потрапила | не потрапила | не потрапила | не потрапила | не потрапила | не потрапила | не потрапила |
| 1988      | Сеул                                                                         | не потрапила     | не потрапила | не потрапила | не потрапила | не потрапила | не потрапила | не потрапила | не потрапила | не потрапила |
| 1992      | Барселона                                                                    | не потрапила     | не потрапила | не потрапила | не потрапила | не потрапила | не потрапила | не потрапила | не потрапила | не потрапила |
| 1996      | Атланта                                                                      | не потрапила     | не потрапила | не потрапила | не потрапила | не потрапила | не потрапила | не потрапила | не потрапила | не потрапила |
| 2000      | Сідней                                                                       | не потрапила     | не потрапила | не потрапила | не потрапила | не потрапила | не потрапила | не потрапила | не потрапила | не потрапила |
| 2004      | Афіни                                                                        | 1 раунд          | 4            | 3            | 0            | 1            | 2            | 4            | 7            |              |
| 2008      | Пекін                                                                        | не потрапила     | не потрапила | не потрапила | не потрапила | не потрапила | не потрапила | не потрапила | не потрапила | не потрапила |
| 2012      | Лондон                                                                       | не потрапила     | не потрапила | не потрапила | не потрапила | не потрапила | не потрапила | не потрапила | не потрапила | не потрапила |
| 2016      | Ріо-де-Жанейро                                                               | не потрапила     | не потрапила | не потрапила | не потрапила | не потрапила | не потрапила | не потрапила | не потрапила | не потрапила |
| Усього    | Усього                                                                       | 3/26             | 4            | 5            | 0            | 1            | 4            | 5            | 18           |              |